# Preußischer 671/672 Altona bis 719/720 Altona
| KPEV 2200/2201–2248/2249 KPEV 671/672–719/720 Altona | KPEV 2200/2201–2248/2249 KPEV 671/672–719/720 Altona | KPEV 2200/2201–2248/2249 KPEV 671/672–719/720 Altona | KPEV 2200/2201–2248/2249 KPEV 671/672–719/720 Altona |
| ---------------------------------------------------- | ---------------------------------------------------- | ---------------------------------------------------- | ---------------------------------------------------- |
| KPEV ET 551                                          |                                                      |                                                      |                                                      |
| Nummerierung                                         | Nummerierung                                         | ab 1910 671/672 Altona                               | ab 1910 673/674–719/720 Altona                       |
| Hersteller                                           | Hersteller                                           | mech.: LHW el.: AEG                                  | mech.: LHW, Van der Zypen & Charlier el.: AEG        |
| Baujahre                                             | Baujahre                                             | 1909                                                 | 1909                                                 |
| Umbau                                                | Umbau                                                | 1932 Umbau in elT 1561 a/b – 1575 a/b                | 1932 Umbau in elT 1561 a/b – 1575 a/b                |
| Anzahl                                               | Anzahl                                               | 1                                                    | 24                                                   |
| Achsformel                                           | Achsformel                                           | Bo’1 + 1 2’                                          | Bo’1 + 1 2’                                          |
| Stromsystem                                          | Stromsystem                                          | 6 kV ~ 25 Hz                                         | 6 kV ~ 25 Hz                                         |
| Spurweite                                            | Spurweite                                            | 1.435 mm                                             | 1.435 mm                                             |
| Treibraddurchmesser                                  | Treibraddurchmesser                                  | 1.000 mm                                             | 1.000 mm                                             |
| Laufraddurchmesser                                   | Laufraddurchmesser                                   | 1.000 mm                                             | 1.000 mm                                             |
| Höchstgeschwindigkeit                                | Höchstgeschwindigkeit                                | 50 km/h                                              | 50 km/h                                              |
| Länge über Puffer                                    | Länge über Puffer                                    | 29.550 mm                                            | 29.650 mm                                            |
| Achsabstand der Fahrgestelle                         | Achsabstand der Fahrgestelle                         | 2.500 mm                                             | 2.500 mm                                             |
| Dienstmasse                                          | Dienstmasse                                          | 55,57 t                                              | 62,58 t                                              |
| größte Achslast                                      | größte Achslast                                      | 15,5 t                                               | 15,6 t                                               |
| Bremsen                                              | Bremsen                                              | Westinghouse-Druckluftbremse                         | Westinghouse-Druckluftbremse                         |
| Installierte Leistung                                | Installierte Leistung                                | 275 kW                                               | 275 kW                                               |
| Fahrmotorentyp                                       | Fahrmotorentyp                                       | Winter-Eichberg                                      | Winter-Eichberg                                      |
| Motoraufhängung                                      | Motoraufhängung                                      | Tatzlager-Bauweise                                   | Tatzlager-Bauweise                                   |
| Übersetzungsverhältnis                               | Übersetzungsverhältnis                               | 1:3,05                                               | 1:3,05                                               |
| Anzahl Fahrmotoren                                   | Anzahl Fahrmotoren                                   | 2                                                    | 2                                                    |
| Sitzplätze                                           | Sitzplätze                                           | 130                                                  | 130                                                  |
| Klassen                                              | Klassen                                              | 2. / 3.                                              | 2. / 3.                                              |

Die Triebwagen der Reihe Preußischer 671/672 Altona bis 719/720 Altona waren elektrische Triebzüge der Hamburg-Altonaer Stadt- und Vorortbahn. Sie waren nach der Reihe 551 ff. die zweite Serie Fahrzeuge für die S-Bahn Hamburg und entstanden nach 1909. Nach den Erfahrungen mit der ersten Serie wurden die Viertelzüge dieser Serie durchgängig in der Zusammenstellung Triebwagen + Steuerwagen aufgebaut. Nach 1925 wurden noch 15 Triebwagen rekonstruiert und mit der neuen Bezeichnung elT 1561 a/b bis elT 1575 a/b versehen. Die Fahrzeuge waren bis 1943 im Einsatz, kein Exemplar ist erhalten geblieben.

## Geschichte
Die schnelle Verkehrszunahme auf der S-Bahn Hamburg verlangte schon bald nach der Lieferung aller Vorgängerfahrzeuge neue Triebwagen. So entstand schon ein Jahr später ein Probefahrzeug von den Linke-Hofmann-Werken im mechanischen Teil und AEG im elektrischen Teil.
Bei diesem Fahrzeug wurden alle bei den Vorgängerfahrzeugen festgestellten Mängel überarbeitet. Außerdem entstand es mit einigen Neuerungen, die bisher noch nicht im Fahrzeugbau angewandt worden. So wurde die Fahrzeugkupplung umgearbeitet und das Dach wurde als Tonnendach ausgeführt. Dieses Fahrzeug mit der Bezeichnung 2200/2201 wurde monatelang auf der Oranienburger Versuchsbahn getestet, um Erfahrungen für den Serienbau zu sammeln. Da der Probezug mit dem Tonnendach von den bisherigen Fahrzeugen abwich, wurden die Serienfahrzeuge wieder mit Oberlicht gestaltet, die Gewichtszunahme wurde auf Grund der Akzeptanz durch die Bevölkerung in Kauf genommen.
So entstanden die 24 folgenden Serienzüge wieder mit herkömmlicher Bedachung. Sie wurden ab 1910 mit KPEV 671/672 Altona bis KPEV 719/720 Altona bezeichnet. Wurde der Probewagen noch von den Linke-Hofmann-Werken hergestellt, erschienen die Serienfahrzeuge von beiden bekannten Herstellern, die elektrische Ausrüstung stellte die AEG her. Die Fahrzeuge versahen ihren Dienst mit den bisherigen Serienfahrzeugen. Noch 15 von ihnen wurden ab 1929 rekonstruiert und danach mit dem Nummern elT 1561 a/b bis 1575 a/b mit folgenden technischen Daten weiterverwendet.
Insgesamt gesehen haben sich auch diese Fahrzeuge im Gesamtbetrieb bewährt. Die Einstufung bei der DB hat aber kein Fahrzeug mehr erlebt, 1943 schied das letzte Fahrzeug aus.

## Konstruktion

### Wagenbau
Die Grundkonzeption der Fahrzeuge blieb wie bei den Vorgängerfahrzeugen, lediglich einige Anfangsmängel wurden beseitigt. Das Untergestell und der Wagenkasten wurden neu gestaltet, ebenso die Drehgestelle, die keine Wiege und keine Querfederung mehr erhielten.
Im Hauptrahmen gab es zwischen den Querträgern und dem Wagenboden mehr Platz für die Leitungsverlegung. Es wurde auch die Zug- und Stoßeinrichtung überarbeitet, so dass die Zugkräfte jetzt besser von dem Rahmen übertragen werden konnten. Das Dach der Wagen bestand aus Holz, welches mit Segeltuch bespannt war und auf dem verbleites Eisenblech aufgenagelt wurde. Die Drehgestelle wurden völlig neu konstruiert. Besonders der Raum für die Fahrmotoren wurde bei ihnen vergrößert. Es wurde wie bei den Vorgängerfahrzeugen der Tatzlager-Antrieb gewählt. Auch wurde bei den Drehgestellen die Federung geändert; die übliche Wiegenfederung wurde durch Pendelstützen ersetzt. Die Laufdrehgestelle blieben dieselbe Konstruktion, sie trugen die Luftpresser. Gebremst wurde wie bei den Vorgängerfahrzeugen die Drehgestellachsen. Die als Lenkachsen ausgeführten Einzelachsen wurden nicht abgebremst.
Die Innenraumgestaltung war wieder die Abteilanordnung mit beidseitigen Drehtüren. Über den Lenkachsen befanden sich zwei Abteile der 2. Klasse. Ihnen folgten vier Abteile der 3. Klasse, das Gepäckabteil und der Führerstand. Die Abteile einer Wagenklasse bildeten einen Großraum, die mit einem Seitengang verbunden waren. Das Führerpult befand sich bei diesen Wagen auf der in Fahrtrichtung linken Seite des Einstiegsraumes, es konnte durch eine Schiebetür verschlossen werden. Als erwähnenswerte Einrichtung besaß es einen sogenannten Ordnungshebel. Er wurde mechanisch über Hebel und Zahnräder betätigt und konnte je nach Fahrtrichtung die elektrisch gesteuerten Lampen des Dreilicht-Spitzensignals umstellen. Im Oberlichtaufbau des Dienstraumes im Triebwagen befand sich die Hochspannungskammer des Viertelzuges. Einen Abort besaßen die Wagen nicht. Die Beleuchtung des Wagens wurde elektrisch durchgeführt. Lediglich als Schlussleuchte wurde eine Petroleumlampe verwendet, da sie nach damaligen Stand die größte Sicherheit bot. Die Beheizung der Wagen wurde wie bei den Vorgängerfahrzeugen ausgeführt und konnte nur bei stromlosen Fahrmotoren agieren.

### Elektrischer Teil
Hatte der Probezug aus dem Jahr 1908 zwei Scheren-Stromabnehmer, so besaßen die Serienfahrzeuge wieder die bei der AEG damals üblichen Schleifbügel-Stromabnehmer. Der Transformator war ölgekühlt und unter dem Wagenkastenboden aufgehängt. Er besaß eine Primärwicklung und zwei Sekundärwicklungen. Eine konnte bis 780 V in sechs Anschlüssen für die Fahrmotoren angezapft werden, die andere Sekundärwicklung war für die Hilfsbetriebe mit 300 V zuständig. Im selben Gehäuse der Trafoeinrichtung befand sich auch der Erregertransformator für die Winter-Eichberg Motoren. Die Fahrmotorensteuerung war als Schützensteuerung mit fünf Fahrstufen ausgebildet. Es konnte außer der Klemmenspannung auch die Erregerspannung der Feldwicklung der Fahrmotoren geändert werden.
Die als Winter-Eichberg Motoren ausgebildeten Fahrmotoren waren sechspolig, eigenbelüftet und hatten Wendepole. Bei geringen Fahrgeschwindigkeiten waren sie in Reihe, bei höheren Geschwindigkeiten parallel geschaltet. Mit dieser Schaltung konnte das Bürstenfeuer minimiert werden.